# Sangre Azul
Sangre Azul é uma banda de hard rock/glam metal de Madrid, Espanha. Sua música apresenta muitos teclados e letras sobre amor. Foi a banda de Hard Rock da Espanha que maior êxito, juntamente com a banda Niagara, mas esses cantavam em inglês, enquanto o Sangre Azul canta em espanhol. A banda acabou no comeco da década de 90, quando várias outras bandas do estilo também se acabaram.

## História
Sangre Azul começou as atividades em 1982, no bairro madrilenho de Pinto. No comeco era uma banda de covers, e com o tempo, pouco a pouco foram fazendo suas próprias músicas. Sua primeira formação se estabelece com José Castañosa (Ex-Tritón) nos vocais, Carlos Raya e J.A. Martín nas guitarras, Julio Maza (Ex-Santa, Ex-Mazo) no baixo e Luis Santurde na bateria.
Neste mesmo ano se apresentam no oitavo Troféu Rock Villa Madrid, e conquistam o primeiro lugar, tocando em um estádio. Logo depois a banda ganha mais dois concursos de música e gravam um EP de oito músicas, junto com outras duas bandas. Quatro dessas oito músicas são do Sangre Azul. Depois do sucesso do EP, a banda grava um outro EP com cinco músicas.
Um pouco depois José Castañosa abandona a banda e em seu ligar entra Tony. Como José Castañosa tinha registrado o nome Sangre Azul, a banda teve que brigar pelo nome, até que 1987 conseguem um contrato com a gravadora Hispavox e gravam seu primeiro álbum chamada Obsésion. Neste primeiro álbum, a banda pratica um Hard Rock bastante parecido com o do Whitesnake, e este LP lhes dão uma boa fama por Madrid.
Em 1988 lançam seu segundo álbum Cuerpo a Cuerpo, que segue a linha do primeiro, porém com uma melhor produção e com estilo mais melódico. Pouco depois de lançar o álbum, J.A. Martín deixa a banda, e quem entra no lugar é Juanjo Melero, que vinha de outra banda Hard Rock, Marshall Monroe. Este segundo disco, deixa Sangre Azul como a melhor banda da Espanha, e suas músicas viram hinos e teem grande veiculação pela mídia. A música mais famosa é No Eres Nadie.
EM 1989 lançam o álbum El Silencio De La Noche, que supera o anterior em produção, mas tem menor impacto e apresenta a banda um pouco mais madura. As músicas que se destacam neste álbum são Abre Fuego e Piel de Serpiente. Em 1991 a banda realiza uma grande turnê por toda Espanha, França, México e Estados Unidos. Em 1991 a banda lança sua última canção editada em uma recompilação da Emissora Pirata. O nome da canção é Sangre y Barro e em 1992 a banda encerra suas atividades.
Depois do final banda, o vocalista Tony abriu uma loja de instrumentos musicais. Carlos Raya se tornou músico de estúdio. Juanjo Melero continuou tocando com outras bandas de pouquíssima repercussão na mídia.
Em 2000 a banda remasteriza e lança em CD seus 3 últimos discos.
Em 2003 Carlos Raya faz uma turnê com a banda M-Clan.
EM 2005 a banda se reúne com José Castañosa nos vocais, Miguel Angel Lopez e Oscar Hernandez Napi nas guitarras, Antonio Tejada no baixo e Bernardo Bellaster na bateria, para realizar alguns shows, mas obteem grande repercussão e os músicos largam o projeto.